# Vauda Canavese
Vauda Canavese is een gemeente in de Italiaanse provincie Turijn (regio Piëmont) en telt 1505 inwoners (31-12-2004). De oppervlakte bedraagt 7,2 km², de bevolkingsdichtheid is 209 inwoners per km².

## Demografie
Vauda Canavese telt ongeveer 613 huishoudens. Het aantal inwoners steeg in de periode 1991-2001 met 10,8% volgens cijfers uit de tienjaarlijkse volkstellingen van ISTAT.
| Jaar | Inwoneraantal |
| ---- | ------------- |
| 1991 | 1273          |
| 2001 | 1410          |

## Geografie
Vauda Canavese grenst aan de volgende gemeenten: Busano, Rocca Canavese, Barbania, San Carlo Canavese, Front en San Francesco al Campo.

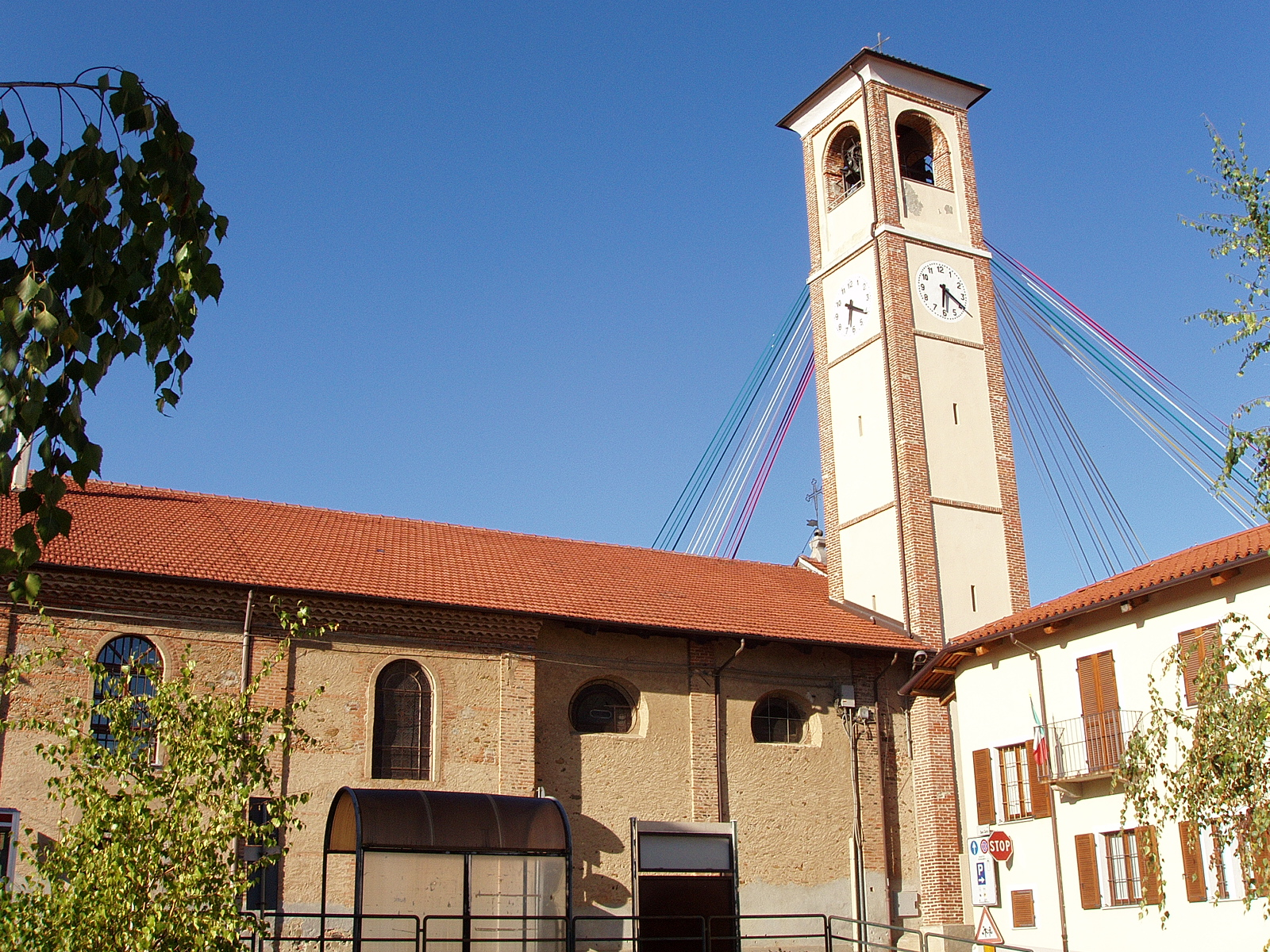
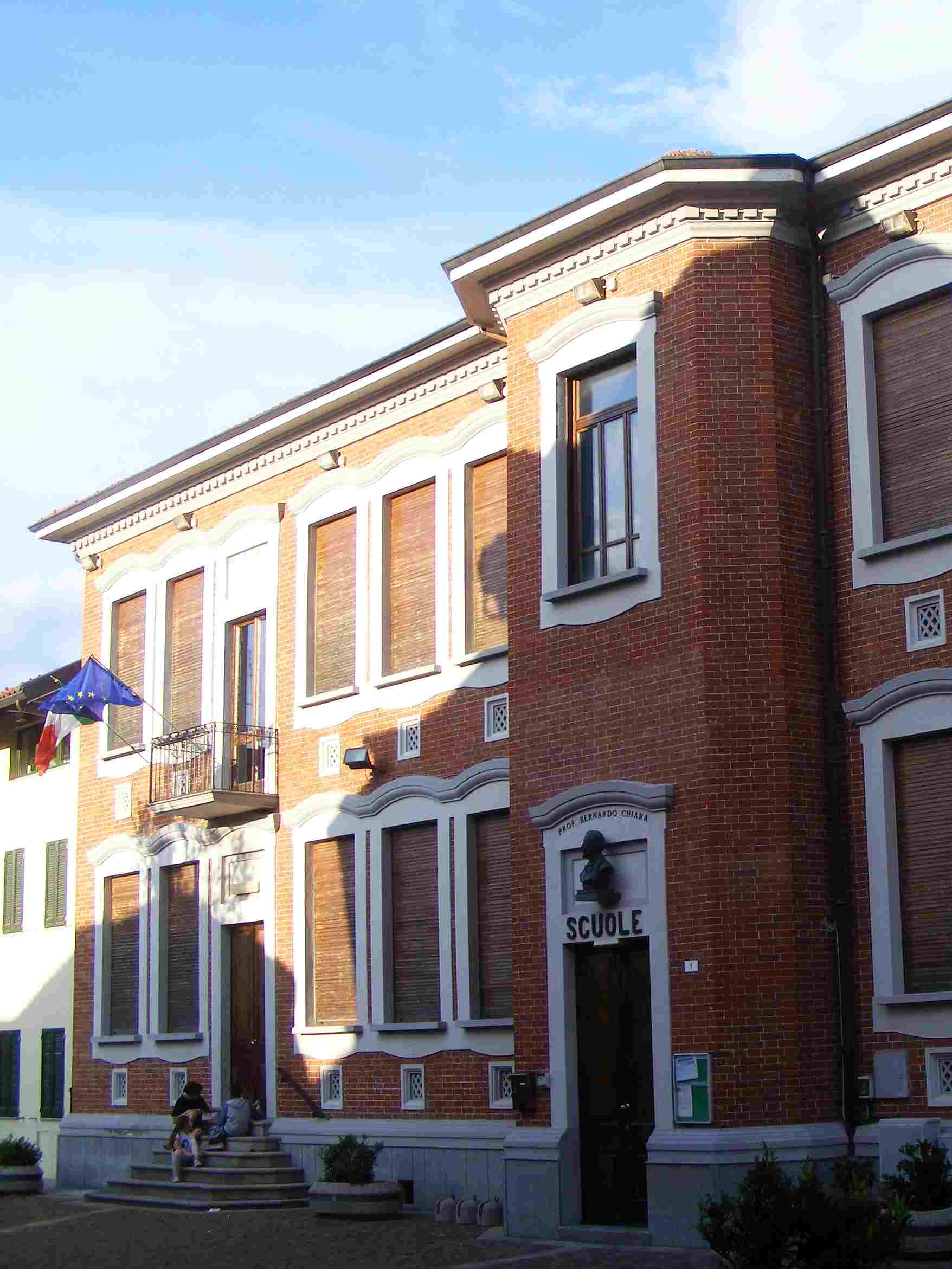
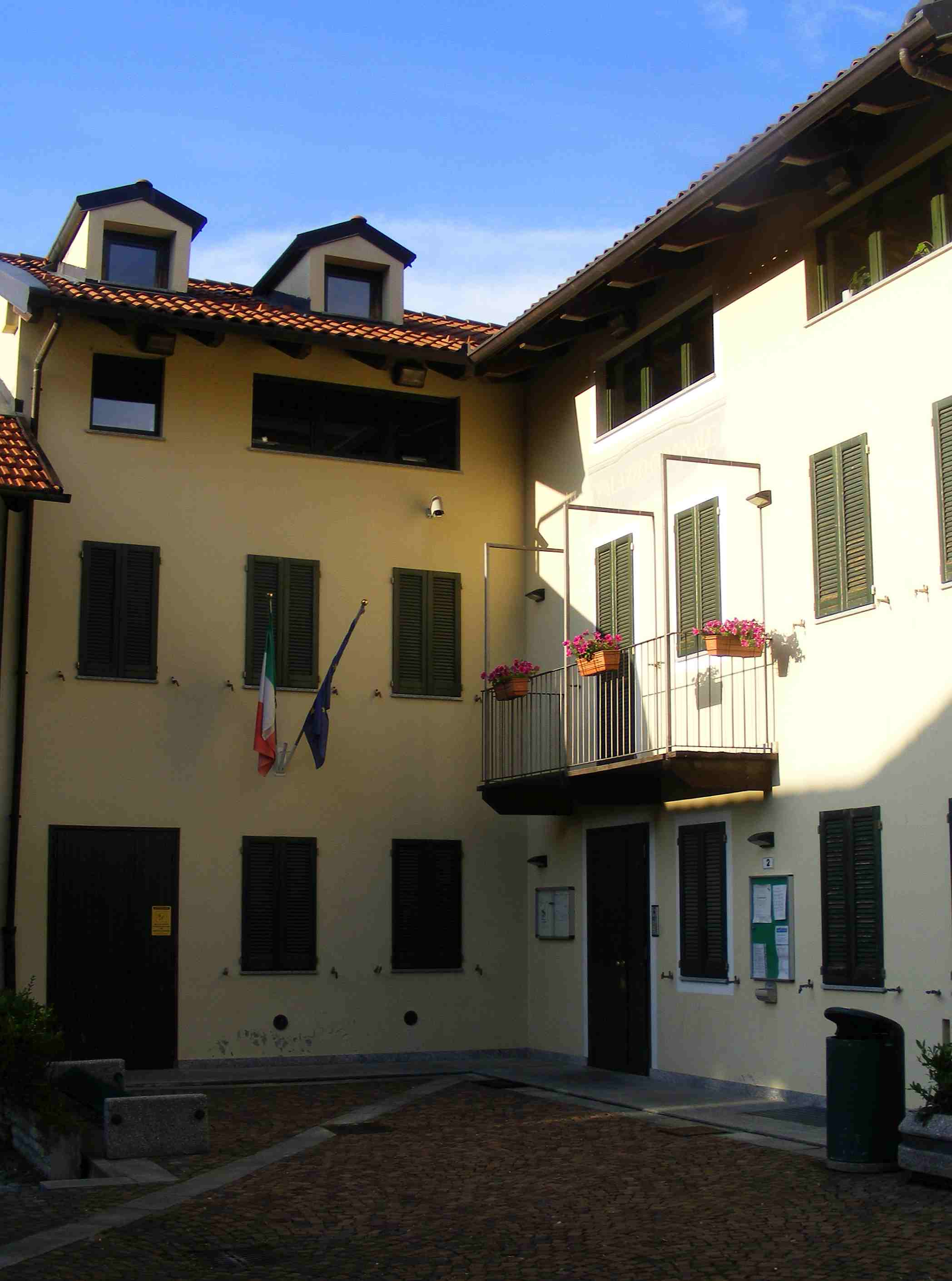

1. ↑  https://demo.istat.it/?l=it.